# Gustavo Trigo
Gustavo Trigo (Rosario, 17 dicembre 1940 – Roma, 28 luglio 1999) è stato un fumettista argentino.

## Carriera
Disegnatore di fumetti, debutta professionalmente nel 1958, inizialmente con case editoriali del suo paese, coma la Editorial Columba, e negli anni successivi con diverse europee come la Fleetway e statunitensi come la Charlton Comics. In questi anni il suo personaggio di maggiore successo sarà Ted Marlow, su testi di Guillermo Saccomanno.
Negli anni successivi collaborerà particolarmente con lo sceneggiatore Héctor Oesterheld, producendo molte riduzioni di serie televisive e cinematografiche per il fumetto.
Raggiunge una certa notorietà, dopo circa un decennio di produzioni minori, nel 1971, con la serie "Marcie".
Ha lavorato con Guillermo Saccomanno alla "Serie Negra".
Alla fine degli anni settanta si trasferirà, a causa del regime nel proprio paese, in Italia, a Roma. La vicinanza lo porterà a collaborare da quegli anni essenzialmente con case editrici italiane, come la Eura Editoriale per le testate Skorpio e Lanciostory, la EPC per il mensile L'Eternauta e la Sergio Bonelli Editore con alcuni episodi di Dylan Dog (nn.2,6,13) e Nick Raider.
Deve interrompere la collaborazione per le sue condizioni di salute ma ritorna al lavoro quando viene contattato da Giancarlo Berardi, alla ricerca di disegnatori esperti per Julia. Disegna l'albo n. 3, "Nella mente del mostro", poi le sue condizioni di salute si aggravano ulteriormente impedendogli di completare la seconda storia sulla quale stava lavorando, "Il delitto negato", che verrà ultimata dal suo connazionale Enio Legisamón e da Marco Soldi.
Gustavo Trigo è morto nel 1999.